# 미추홀 보이즈

미추홀 보이즈는 2009년부터 2014년까지 존재했던 인천 유나이티드의 지지자 연대이다. 미추홀보이즈의 소속 그룹은 T.N.T., 血盟NaCl, La Hinchadas El ICFC, 포세이돈으로, 각 그룹은 독자적인 응원문화를 가지고 있다. 또한 Ladiant는 여성으로만 이루어진 소모임이다.
소속 그룹이었던 ULTRAS HAWK는 2014년 8월 29일 연대 탈퇴를 선언하였다. 이후 미추홀보이즈의 각 소속 그룹들은 하나의 소속 그룹이라도 이탈하게 되면 연대의 의미가 퇴색된다는 것에 공감하여 2014년 9월 미추홀보이즈 연대를 해체하기로 결정하였다.
인천 유나이티드를 사랑하는 모든 사람들이 쉽게 접근할 수 있고 함께 응원할 수 있도록 하기 위해 모든 그룹들이 하나의 단체로 규합하는 데 뜻을 모아 2009년 5월 1일 정식으로 출범하였다.
인천 유나이티드에 대한 응원행위를 우선으로 하며, 열정적인 응원을 통해 인천 유나이티드의 승리에 기여하고 로컬리즘의 고취와 발전된 응원문화를 이룩하기 위한 목적을 갖고 있다. 미추홀 보이즈는 연고지에 축구문화를 뿌리내리기 위하여 사회봉사활동 및 경기장 주변의 아이들에게 시즌권을 기부하는 등의 활동을 지속적으로 진행하고 있다.
미추홀 보이즈의 명칭은 공모를 통해 선정되었으며, 인천의 옛 지명 '미추홀'과 사람들이라는 'Boys'의 합성어로, 인천을 응원하는 사람들을 지칭한다.

## 엠블럼
미추홀보이즈의 엠블럼은 공모를 통해 선정되었다. 항구도시를 상징하는 닻과 09'시즌 플레이오프 퍼포먼스에서 사용된 배를 모티브로, 닻은 미추홀보이즈가 인천의 축구문화를 뿌리내려 선도해 나갈 것을 상징적으로 사용하였으며, 배는 인천 지지자들이 한 배를 탄 운명공동체임을 상징한다. 또한 전통의 클럽 컬러를 이어받아 검정과 파랑색을 배경으로 노란색을 통해 닻을 부각시키고자 했다.

## 연혁
| 2013년   | 내용                              |
| -------- | --------------------------------- |
| 3월 33일 | 개막전 퍼포먼스 실시              |
| 2월 26일 | 미추홀보이즈 제 4기 운영진 구성   |
| 2월 5일  | 미추홀보이즈 2013시즌 운영진 모집 |

| 2012년   | 내용                                               |
| -------- | -------------------------------------------------- |
| 8월 23일 | 응원수건 발매                                      |
| 3월 11일 | "인천의 역사는 우리가 만든다" 퍼포먼스 실시        |
| 2월 28일 | 새 응원곡 [Follow You]와 [시간이 흘러서] 사용 시작 |

| 2011년    | 내용                                                  |
| --------- | ----------------------------------------------------- |
| 11월 15일 | 2012시즌 운영진 공개모집                              |
| 7월 13일  | 콜리더 윤정상 선임                                    |
| 4월 12일  | 원정신청 선입금 시스템 도입                           |
| 2월 21일  | 새 응원곡 [극동의 Super West], [Bella Ciao] 사용 시작 |
| 2월 18일  | 팬즈데이 2011 참가인원 모집 실시                      |
| 2월 14일  | 2011시즌 운영진 공개모집                              |

| 2010년   | 내용                                                         |
| -------- | ------------------------------------------------------------ |
| 7월 31일 | 경남전 미추홀보이즈 2nd 엠블렘 사용                          |
| 7월 31일 | 'Bandiera Neroazzurre' 응원가로 사용                         |
| 6월 27일 | 미추홀보이즈 2nd 엠블렘 공모                                 |
| 6월 12일 | 미추홀보이즈 월드컵 홍보활동                                 |
| 6월 5일  | 미추홀보이즈 부평 아트센터 홍보활동                          |
| 5월 29일 | 미추홀보이즈 데이 개최                                       |
| 4월 24일 | 대구전 미추홀보이즈 MOM 시상 유병수 (시상자: 홍석민, 정은비) |
| 4월 21일 | '인천 찬가' 응원가로 사용                                    |
| 4월 18일 | 울산전 미추홀보이즈 MOM 시상 이재권 (시상자: 봉애정)         |
| 4월 17일 | 미추홀보이즈 첫 번째 콘서트, 부평 G7                         |
| 2월 26일 | 'Fair Play Supporters' 캠페인 선언                           |
| 2월 25일 | 미추홀보이즈 홈페이지 커뮤니티 통합                          |
| 1월 21일 | 미추홀보이즈 1기 운영진 구성                                 |
| 1월 11일 | 미추홀보이즈 1기 운영진 공개 모집                            |
| 1월 8일  | 미추홀보이즈 초대 회장 ULTRAS HAWK 김병수 추대               |

| 2009년    | 내용                                                          |
| --------- | ------------------------------------------------------------- |
| 10월 30일 | 새로운 응원가 '언제나' 사용                                   |
| 10월 18일 | 미추홀보이즈 제주원정 투어                                    |
| 8월 14일  | 미추홀보이즈 온라인 원정 신청서 시스템 접수 시작              |
| 7월 14일  | 미추홀보이즈 1st 09' 티셔츠 출시                              |
| 7월 12일  | 미추홀보이즈 1st 엠블렘 사용                                  |
| 7월 12일  | 미추홀보이즈 홈페이지 리뉴얼                                  |
| 6월 29일  | 통합 서포터스 이름 "미추홀보이즈"로 확정                      |
| 6월 23일  | 통합 서포터스 이름 공모                                       |
| 6월 20일  | 2009 미추홀보이즈 회원 카드 발급                              |
| 6월 18일  | 새로운 응원가 '인천만을 위해' 사용                            |
| 6월 12일  | 통합 서포터스 운영진 구성                                     |
| 6월 1일   | 통합 서포터스 운영진 공개 모집                                |
| 5월 2일   | 대구와의 홈경기부터 "MEET YOU HALL! BOYS!" 1st 메인 베너 사용 |
| 5월 1일   | 통합 서포터스 탄생(미추홀보이즈의 시작)                       |

## 소속그룹 및 소모임
- LA HINCHADAS EL ICFC http://cafe.daum.net/incheonfc

남미의 인챠문화의 ICFC!!! 좀더 열정적이고 화려한 지지문화를 위해 최선을 다하는 가족적이고 즐거운 그룹
- 血盟 NaCl http://cafe.naver.com/bloodnacl

血盟NaCl은 인천 유나이티드가 창단되기 전부터 지금까지 활발한 활동을 하고있는 클럽이다. 오직 인천 유나이티드만을 지지하고 자유롭고 열정적인 응원을 지향하므로 인천을 사랑하고 축구를 사랑하는 모든 분들을 환영한다.
- 포세이돈 (POSEIDON) http://cafe.daum.net/icfc

지난 2002년 7월10일 출범, 해양도시 인천에 걸맞은 바다의 신 포세이돈을 모임의 이름으로 내걸었다. 인천 유나이티드를 사랑하고 지지하는 사람들의 모임이며 인천 유나이티드를 사랑하는 모든 분들은 누구나 환영한다. 포세이돈의 기본은 인천의 지지자로써 언제나 한결같은 열정과 회원간의 정과 사랑으로 클럽을 만들어가는 나가는것이다. 아이부터 어른까지 다양한 연령층이 함께 하고 가족적인 분위기를 가지고 있는 소모임으로써 당신의 열정을 기다리겠다.
- T.N.T. (Terror aNd Trembling) http://cafe.daum.net/IncheonTNT

T.N.T. Group은 "언제, 어디서나 인천 유나이티드와 함께"라는 한 목적을 가지고 만들어진 지지자 그룹이다. 활동의 편의와 유대관계를 강화하기 위한 각 지역 소모임과 축구팀, 그리고 심도 깊게 응원문화를 고찰하고 행동할 수 있는 현장 그룹(RooT)을 그룹 내에서 운영하고 있다.
- LADIANT http://ladiant.tistory.com/ 보관됨 2013-09-17 - 웨이백 머신

6명의 친구들이 더 즐겁게 인천유나이티드를 응원하기 위해 시작한 모임이다. LADIANT는 '빛나는 여성들'이라는 의미인 'Radiant Lady'의 합성어로 '레이디언트'라고 읽는다.

## 같이 보기
- 인천 유나이티드
- K리그
- 인천광역시
- 인천문학경기장
- 인천축구전용경기장